# Danh sách đô thị tại Huelva

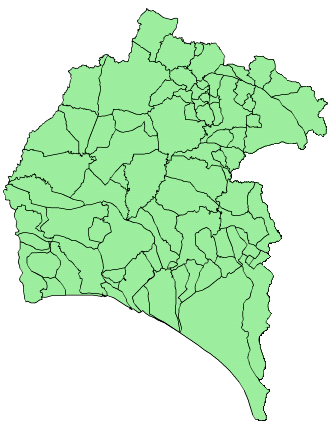
Bản đồ các đô thị của tỉnh Huelva

Đây là danh sách các đô thị ở tỉnh Huelva, thuộc cộng đồng tự trị Andalusia, Tây Ban Nha.
| Tên                                   | Dân số (2005) |
| Alájar                                | 771           |
| Aljaraque                             | 14.846        |
| El Almendro, Huelva                   | 831           |
| Almonaster la Real                    | 1.805         |
| Almonte                               | 19.641        |
| Alosno                                | 4.514         |
| Aracena                               | 7.152         |
| Aroche                                | 3.319         |
| Arroyomolinos de León                 | 1.078         |
| Ayamonte                              | 18.001        |
| Beas                                  | 4.162         |
| Berrocal                              | 371           |
| Bollullos Par del Condado             | 13.335        |
| Bonares                               | 5.310         |
| Cabezas Rubias                        | 873           |
| Cala                                  | 1.324         |
| Calañas                               | 4.478         |
| El Campillo                           | 2.318         |
| Campofrío                             | 810           |
| Cañaveral de León                     | 419           |
| Cartaya                               | 15.480        |
| Castaño del Robledo                   | 205           |
| El Cerro de Andévalo                  | 2.636         |
| Chucena                               | 2.044         |
| Corteconcepción                       | 620           |
| Cortegana                             | 4.952         |
| Cortelazor                            | 289           |
| Cumbres de Enmedio                    | 47            |
| Cumbres de San Bartolomé              | 500           |
| Cumbres Mayores                       | 2.022         |
| Encinasola                            | 1.686         |
| Escacena del Campo                    | 2.182         |
| Fuenteheridos                         | 630           |
| Galaroza                              | 1.642         |
| Gibraleón                             | 11.202        |
| La Granada de Río-Tinto               | 228           |
| El Granado                            | 624           |
| Higuera de la Sierra                  | 1.348         |
| Hinojales                             | 381           |
| Hinojos                               | 3.726         |
| Huelva                                | 145.150       |
| Isla Cristina                         | 19.875        |
| Jabugo                                | 2.475         |
| Lepe, Huelva                          | 22.709        |
| Linares de la Sierra, Huelva          | 295           |
| Lucena del Puerto, Huelva             | 2.283         |
| Manzanilla, Huelva                    | 2.384         |
| Los Marines, Huelva                   | 329           |
| Minas de Riotinto, Huelva             | 4.478         |
| Moguer, Huelva                        | 16.961        |
| La Nava, Huelva                       | 275           |
| Nerva, Huelva                         | 5.936         |
| Niebla, Huelva                        | 3.953         |
| La Palma del Condado, Huelva          | 9.925         |
| Palos de la Frontera, Huelva          | 8.181         |
| Paterna del Campo, Huelva             | 3.729         |
| Paymogo, Huelva                       | 1.290         |
| Puebla de Guzmán, Huelva              | 3.109         |
| Puerto Moral, Huelva                  | 262           |
| Punta Umbría                          | 13.736        |
| Rociana del Condado, Huelva           | 6.533         |
| Rosal de la Frontera, Huelva          | 1.817         |
| San Bartolomé de la Torre, Huelva     | 3.030         |
| San Juan del Puerto, Huelva           | 6.881         |
| San Silvestre de Guzmán, Huelva       | 626           |
| Sanlúcar de Guadiana                  | 379           |
| Santa Ana la Real, Huelva             | 502           |
| Santa Bárbara de Casa, Huelva         | 1.203         |
| Santa Olalla del Cala, Huelva         | 2.143         |
| Trigueros, Huelva                     | 7.260         |
| Valdelarco, Huelva                    | 241           |
| Valverde del Camino, Huelva           | 12.554        |
| Villablanca, Huelva                   | 2.324         |
| Villalba del Alcor, Huelva            | 3.422         |
| Villanueva de las Cruces, Huelva      | 410           |
| Villanueva de los Castillejos, Huelva | 2.720         |
| Villarrasa, Huelva                    | 2.095         |
| Zalamea la Real, Huelva               | 3.547         |
| Zufre, Huelva                         | 968           |